# آتوکا (نیومکزیکو)
آتوکا، نیومکزیکو (به انگلیسی: Atoka) یک منطقهٔ مسکونی در ایالات متحده آمریکا است که در شهرستان ادی، نیومکزیکو واقع شده‌است. آتوکا ۱٬۰۷۷ نفر جمعیت دارد و ۱٬۰۲۹٫۰۲ متر بالاتر از سطح دریا واقع شده‌است.